# جوان لاثام
جوان لاثام (بالإنجليزية: Joanne Latham)‏ هي عارضة بريطانية، ولدت في 20 أبريل 1960 في ولفرهامبتن في المملكة المتحدة.